# Helen Simpson (Universitätsdozentin)
Helen Macdonald Simpson (* 21. November 1890 in Wellington, Neuseeland; † 6. November 1960 in Christchurch, Region Canterbury, Neuseeland) war eine neuseeländische Lehrerin, Universitätsdozentin und Schriftstellerin.

## Leben

### Frühes Leben
Helen Macdonald Richmond wurde am 21. November 1890 als Tochter der Eheleute Flora Hursthouse Macdonald und dem Rechtsanwalt Maurice Wilson Richmond in Wellington geboren. Über ihre Kindheit ist nicht bekannt. Helen besuchte die Esther Baber's Fitzherbert Terrace School in Wellington und studierte ab 1916 am Canterbury College. 1919 erreichte sie ihren Bachelor-Abschluss und ein Jahr später ihren Master mit Auszeichnung in Englisch und Französisch. Während ihres Studiums arbeitete sie in den Jahren 1916 und 1917 zeitgleich noch an der Rangi-ruru School in Christchurch.

### Studium in England
Mit einem Stipendium für das Royal Holloway College in der Tasche reiste Helen nach London und war 1923 die erste neuseeländische Frau, die in dem Fach Englisch promovierte. In ihrer Doktorarbeit befasste sie sich mit dem Werk des schottischen Schriftsteller Henry Mackenzie. Am Royal Holloway College for Women wurde sie mit der höchsten Auszeichnung geehrte, die eine Frau in den Dominions des Britischen Weltreichs erwerben konnte.

### Neuseeland
In Neuseeland zurück, schloss Helen an ihrer Arbeit in der Rangi-ruru School an. Anschließend wechselte sie an das Christchurch Training College und übernahm dort für zwei Jahre die Position der Assistenzlehrerin für Englisch und Geschichte.

### Ehe
Am 29. Januar 1927 heiratete Helen in Eastbourne, einem Stadtteil von Wellington, den Schulleiter Arthur Barrows Simpson und nahem seinen Namen an. Aus der Ehe gingen keine Kinder hervor. Sie bereiste für ein Jahr England und Teile von Europa und kehrten danach nach Christchurch zurück.

### Canterbury College
Ab 1930 übernahm Helen am Canterbury College die Position der Assistentin von Professor Arnold Wall. Dort unterrichtete sie in den Fächern Englisch und Literatur. 1932 trat sie von ihrer Position zurück und bereitete mit ihrem Mann ihre Reise nach Europa vor.

### Reise nach Europa
Im März 1933 verließ Helen auf der Rangitiki mit ihrem Mann Neuseeland und gab an, führende Bildungsinstitutionen im Europa zu besuchen und sich für die aktuellen Entwicklungen in Sachen Bildung zu informieren. Ihr Plan war, neben England, die Länder Deutschland, Dänemark, Frankreich und das damalige Russland zu besuchen. Während ihres Aufenthalts in Deutschland plante sie wahrscheinlich in Heidelberg zu bleiben, um die politischen Unruhen seinerzeit in den größeren Städten zu vermeiden.

### Neuseeland
1939 wurde Helen Mitglied des Canterbury University College Council, in dem sie ihre progressiven Ansichten einbrachte. Sie gehörte dem Rat bis 1951 an. Auch war sie Mitglied der Wellington Education Association, der sie bis zu ihrem Tod angehörte.

### Publizistische Arbeit
Publizistisch war Helen neben ihrem Werk „The women of New Zealand“, das 1940 veröffentlicht wurde, in Zeitungen wie der in Christchurch erscheinenden The Press, in der kulturelle und intellektuelle Zeitschrift, wie Art in New Zealand und in der linken Publikation Tomorrow unterwegs.
In den 1950er Jahren musste Helen ihre zumeist außerberuflichen Aktivitäten aufzugeben, da der Gesundheitszustand ihre Mannes schlechter wurde. Er verstarb im Oktober 1959 und Helen folgte im ein Jahr später am 6. November 1960 in Christchurch.

## Werke
- 1940 – Helen Simpson: The women of New Zealand. Department of Internal Affairs, Wellington 1940 (englisch).